# Ahmed Chibane
Ahmed Chibane (arabisch أحمد شيبان, DMG Aḥmad Šībān; * 3. März 1917 in Algier; † 1. Januar 1984) war ein  algerisch-französischer Radrennfahrer.

## Sportliche Laufbahn
Chibane, geboren in Algerien, nahm später die französische Staatsbürgerschaft an. Als Amateur fuhr er 1937 die Marokko-Rundfahrt und erzielte mehrere vordere Etappenplatzierungen.
1946 wurde er Berufsfahrer und nahm 1947 für ein Regionalteam an der Tour de France teil, nach einem Sturz schied er aus. 1954 beendete er seine Profikarriere.

## Berufliches
Nach seiner Laufbahn arbeitete er als Trainer. Zu seinen Sportlern gehörte der spätere algerische Meister Bessa Moussa.